# Alchemilla amphipsila
Alchemilla amphipsila es una especie de planta del género Alchemilla, perteneciente a la familia Rosaceae.

## Taxonomía
Alchemilla amphipsila fue descrita por Juz. en 1955.

## Distribución
Se encuentra en el territorio este de la parte europea de Rusia.